# جو ألين
جوزيف مايكل ألين (بالإنجليزية: Joseph Michael Allen)‏ ويعرف اختصارا بجو ألين (بالإنجليزية: Joe Allen)‏ لاعب كرة قدم ويلزي بريطاني يلعب في مركز الوسط ولد في يوم 14 مارس 1990 في مقاطعة كارمارثان في ويلز يبلغ طول اللاعب 170 سم وهو يلعب حاليا مع سوانزي سيتي كما سبق له اللعب مع نادي ستوك سيتي وليفربول كما أنه يلعب مع صفوف منتخب ويلز كما لعب مع صفوف منتخب بريطانيا العظمى لكرة القدم في أولمبياد لندن 2012.

## روابط خارجية
- جو ألين على موقع الاتحاد الدولي (مؤرشف)  (الإنجليزية)
- جو ألين على موقع الاتحاد الأوربي (الإنجليزية)
- جو ألين على موقع قاعدة بيانات كرة القدم.إي يو (الإنجليزية)
- جو ألين على موقع ليكيب (الفرنسية)
- جو ألين على موقع ناشيونال فوتبول تيمز (الإنجليزية)
- جو ألين على موقع Soccerbase.com (لاعب) (الإنجليزية)
- جو ألين على موقع Soccerway.com (الإنجليزية)
- جو ألين على موقع عالم كرة القدم.نت (الإنجليزية)
- جو ألين على موقع كووورة
- جو ألين على موقع أوليمبيديا (الإنجليزية)